# Salzburger Landespreis für Zukunftsforschung
Der Salzburger Landespreis für Zukunftsforschung (Futurologie) wird auf Vorschlag des Kuratoriums der Robert-Jungk-Bibliothek für Zukunftsfragen alle drei Jahre an eine Persönlichkeit vergeben, die sich in herausragender Weise durch zukunftsweisende Ideen und Initiativen verdient gemacht hat. Der seit 1993 in Salzburg verliehene Preis ist (Stand 2016) mit 7500 Euro dotiert.

## Preisträger
- 1993 Robert Jungk
- 1996 Dorothee Sölle
- 1999 Jakob von Uexküll
- 2002 Luise Gubitzer
- 2005 Franz Josef Radermacher
- 2008 Jean Ziegler
- 2011 Marianne Gronemeyer
- 2013 Elmar Altvater
- 2016 Byung-Chul Han[2]
- 2019 Ulrike Guérot[3]
- 2022 Peggy Piesche[4]